# Licho
Licho, liho (Лиxo på ryska) är en symbol för det negativa ödet inom slavisk mytologi. Licho är en varelse med endast ett öga, och beskrivs oftast som en gammal kvinna i svarta kläder.
Ordet Licho är inte ett riktigt namn, utan en form av slagord som betyder "otur" på ryska (och liknande på polska). På gammaldags ryska betyder det "för mycket" - liknande ryska "lisjnyj". 
Det finns olika versioner av berättelser om hur en person träffar en Licho, med olika moralkakor i varje berättelse;
- En person lurar eventuellt Licho, så som i Odyssén.
- En person lurar Licho, och flyr från den med Licho hack i häl. Den jagade tar tag i en användbart föremål, men måste hugga av sin egen hand.
- Licho lurar en person, och hoppar på hans nacke. Personen vill bli av med Licho, och hoppar ner i vattnet för att dränka den. Personen dränker sig själv, och Licho flyr för att hitta ett annat offer.
- Licho tas emot eller skickas iväg som en present.

Inom trosföreställningarna kunde Licho även äta människor. Man använde detta för att skrämma små barn.
Det har gjorts försök att återinföra Licho till den slaviska folktron.